# Тіоетери
Тіоете́ри, також органічні сульфіди (рос. органические сульфиды, [тиоэфиры], англ. organic sulfides, [thioethers]) — лінійні сполуки двовалентної сірки загальної формули R–S–R', або ж циклічні аналоги. Атом сірки в цих сполуках має дві вільні електронні пари.

## Отримання
Найбільш загальним методом отримання тіоетерів є алкілювання тіолів. Реакцію часто проводять в присутності малонуклеофільних основ.
R–Br + HS–R′ → R–S–R′ + HBr
Іншою поширеною реакцією отримання тіоетерів є приєднання тіолів по активованому подвійному зв'язку.
R–CH=CH2 + HS–R′ → R–CH2–CH2–S–R′
Остання реакція часто використовується для модифікації цистеїну в протеїнах, — тоді як активований алекновий компонент використовують високореакційні похідні малеїміду.

## Хімічні властивості
Тіоетери легко окиснюються до сульфоксидів, у жорсткіших умовах — до сульфонів.
S(CH3)2 + H2O2 → OS(CH3)2 + H2O: OS(CH3)2 + H2O2 → O2S(CH3) + H2O
Також вони алкілюються по атому Сульфуру алкілгалогенідами чи алкілсульфатамм з утворенням солей сульфонію: R2SR+Cl–.
Атом Сульфуру в тіоетерах збагачений електронами і здатен виступати як основа Льюїса, завдяки чому тіоетери приєднують солі перехідних металів і галогени, даючи кристалічні аддукти типу R2S·HgCl2, [Pt(R2S)4]2+, PtCl42-, R2S·Br2 (останні гідролізуються до сульфоксидів).